# Piroforni metali
Piroforni metali (prema grč., vatronoša), metalni prašci s vrlo malim česticama i vrlo velikom specifičnom površinom, zbog čega su kemijski izrazito aktivni pa u doticaju sa zrakom na sobnoj temperaturi ili blago povišenoj temperaturi oksidiraju i sami se zapale. Takvi su, u prvom redu, prašci lakih metala, ali i fini željezni prah dobiven redukcijom oksida, vodikom na niskoj temperaturi.

Piroforne slitine željeza i cerija služe kao kamenčići za upaljače pod popularnim imenom kremen (kresivo, kres).
Polako će biti istisnuti s tržišta i bit će zamijenjeni suvremenim današnjim električnim upaljačima, kojima ne smeta voda i plin će se paliti piezoelektričnom keramikom (pritiskom na okidač).